# Ohrfunk.de
Ohrfunk.de ist ein Programm der Medieninitiative blinder und sehbehinderter Menschen in Deutschland e. V. (MIBS e. V.) Das im Januar 2006 gestartete Programm wurde zunächst im Internet verbreitet
und wird inzwischen auch in einer wachsenden Zahl von Kabelradionetzen in Deutschland angeboten. Zahlreiche Infobeiträge können auch als Podcast heruntergeladen werden.

## Senderstandort und Arbeitsweise
Eine eigentliche Sendezentrale gibt es nicht, sondern mehrere kleine, vernetzte Studiostandorte in z. B. Marburg, München, Hamburg, Hannover, Siegen und Berlin (88vier). Hier wird in unterschiedlich ausgestatteten Studios gearbeitet. Das Musikprogramm, die Reportagen, Interviews, Kommentare und Berichte werden über einen von allen Ohrfunkern erreichbaren FTP-Server bereitgestellt und von den jeweiligen Redakteuren zu ganzen Sendungen, wie zum Beispiel den Infosendungen „Zeitzone“, „Audiogramm“, „Schwerpunkt“ oder der musikalischen Sendereihe „Soundkasten“ verarbeitet. Mittels Telefonkonferenzen und in Redaktionsmailinglisten wird geplant, koordiniert und informiert. Bei Blogs und Twitter, aus Pressemitteilungen, den Mailinglisten und Publikationen der Behindertenselbsthilfe, Tageszeitungen und den Berichten anderer Sender werden von den Redaktionsmitgliedern Anregungen aufgegriffen und als Beitrag für das eigene Programm gestaltet.

## Grundsätze, Aufgaben und Ziele
Der Ohrfunk ist ein Projekt der Medieninitiative blinder und sehbehinderter Menschen in Deutschland e.V. (MIBS e.V.). Er ist politisch und religiös unabhängig und neutral. Die Ohrfunk-Projektarbeit basiert auf der MIBS-Satzung. Aufgabe des Ohrfunk ist es, blinden und sehbehinderten Menschen eine eigene, unabhängige Stimme zu verleihen, um eine breite Öffentlichkeit zu informieren und gute Unterhaltung zu bieten. Mit diesen Mitteln soll das Ziel eines Brückenschlags zwischen behinderten und nichtbehinderten Menschen erreicht werden. Das Ohrfunkprogramm richtet sich an deutschsprachige Hörer. Die Kernzielgruppe umfasst kulturell und politisch interessierte Menschen zwischen 30 und 59 Jahren.

## Programminhalte
Die Inhalte des Ohrfunkprogramms sind nicht auf spezielle Themenbereiche beschränkt. Aktuelles, Politik, Kultur, Technik, Gesundheit, Lifestyle
gehören z. B. dazu und können in Abhängigkeit von verfügbarer redaktioneller Kapazität erweitert oder eingeschränkt werden. Schwerpunkte sind Themen aus der Behinderten- und Sozialpolitik, insbesondere blindenspezifische Belange und das Zusammenleben behinderter und nichtbehinderter Menschen betreffende Fragen.

## Programmverantwortung
Programmplätze und Sendezeiten werden durch den Vorstand des MIBS e.V. oder ein von ihm eingesetztes Gremium in Abstimmung mit den vom Vorstand
benannten, zuständigen Redaktionen oder Redakteuren erarbeitet und vom Vorstand beschlossen. Programmverantwortlicher Chefredakteur ist der jeweilige Vorsitzende oder ein anderes, geeignetes Vorstands- oder Vereinsmitglied, das vom Vorstand für die Dauer der Vorstandswahlperiode benannt wird.
Das Redaktionsteam besteht seit der Gründung im Januar 2006 ausschließlich aus ehrenamtlichen Mitgliedern, sehenden, sehbehinderten und blinden Menschen. Sie sind aus der eigenen Betroffenheit heraus in andere soziale Netzwerke eingebunden und verfügen damit über ein breites Wissensspektrum, das ihnen die Auswahl und Bearbeitung von Themen unter anderem zur Lebensbewältigung und zu sozialen oder behinderungsspezifischen Fragen erlaubt. Vielfach kennen sie Hilfen, Hilfsmittel sowie Selbsthilfeeinrichtungen und -Verbände und deren Arbeit aus eigener Erfahrung. Darüber hinaus schöpfen sie für das Programm aus persönlichen Interessensgebieten wie beispielsweise Politik, Reisen oder Literatur.

## Sendeformen und Musikfarbe
Das Ohrfunkprogramm ist ein tägliches Vollprogramm. Ziel ist ein durchschnittlicher Wortanteil von bis zu 40 Prozent. Genutzte Sendeformen sind
unmoderierte und moderierte Musikprogramme, Nachrichten, Magazinsendungen mit Reportagen, gelesenen und gebauten Beiträgen sowie Hörspiele, Features, Übertragungen und Live-events. Die Sendeinhalte und das Musikprogramm beziehungsweise seine Klangfarbe können auf Tages- und Jahreszeiten, aber auch Gedenk- und Festtage sowie aktuelle Ereignisse Bezug nehmen. Die Musikfarbe wird durch ein großes Angebot an Rock, Pop und Weltmusik von den 1950er-Jahren bis heute bestimmt, das sich bewusst von der häufig bei Radiosendern vorzufindenden 400-Titel-Rotation abwendet und so eine außergewöhnliche Vielfalt bietet. Spezial- und Themensendungen können sich außerdem mit besonderen Epochen und Genres, auch für abweichende Zielgruppen beschäftigen.

## Empfangsmöglichkeiten
Das Programm ist im Internet unter www.ohrfunk.de. und in mehreren Kabelnetzen zu hören. In Berlin bei Vodafone Kabel Deutschland auf 90,8 MHz oder Telecolumbus auf 103,5 MHz und in digitalen Kabelnetzen von Wilhelm Tell in Hamburg, Schleswig-Holstein und im Saarland. Seit Mai 2010 gibt es Ohrfunk.de auch als Teilzeitanbieter von Montag bis Freitag von 10:00 bis 11:00 Uhr auf den Berliner UKW-Frequenzen 88,4 MHz und 90,7 MHz.